# Monveso di Forzo
Le Monveso di Forzo (en Vallée d'Aoste, en français, Monveso de Forzo) est une montagne qui s’élève à 3 322 m d’altitude dans le massif du Grand-Paradis, en Italie.